# Silene propinqua
Silene propinqua är en nejlikväxtart som beskrevs av Schischkin. Silene propinqua ingår i släktet glimmar, och familjen nejlikväxter. Inga underarter finns listade i Catalogue of Life.